# Украинцы в Швеции
Украинцы в Швеции (укр. українці у Швеції) — одна из этнических общин на территории Швеции, сформировавшаяся в этой стране по причине политической эмиграции сразу в нескольких исторических периодах. Первыми украинцами Швеции были запорожские казаки во главе с Филиппом Орликом.

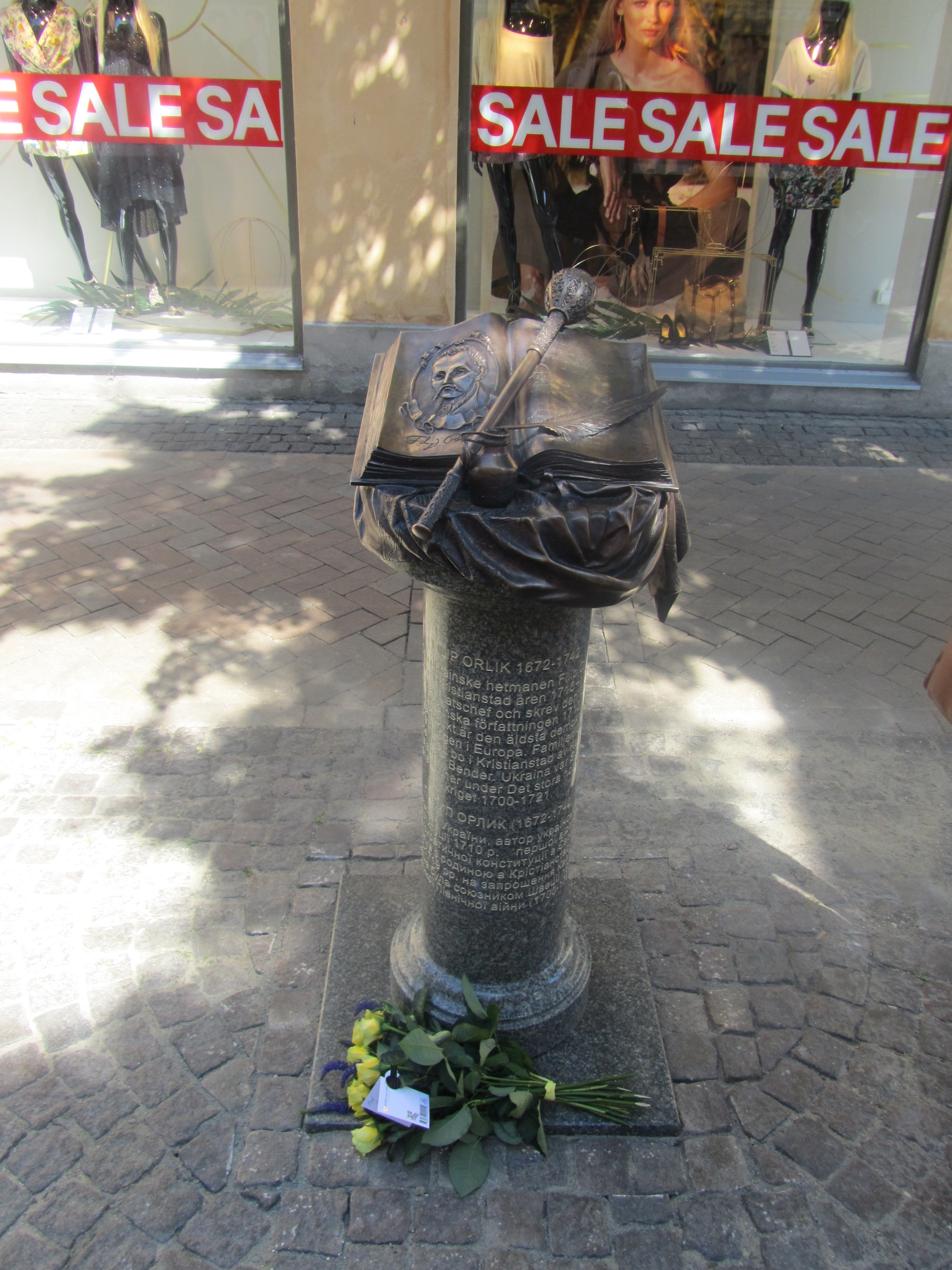
Памятный знак Филиппу Орлику в городе Кристианстад, Швеция

## История украинской диаспоры в Швеции

#### Эмиграция части запорожского казачества в XVIII в.
Первая украинская политическая иммиграция в Швецию была следствием событий, имевших место во время Северной войны (1700-1721 гг.). Это были запорожские казаки во главе с гетманом Филиппом Орликом, прибывшие в Швецию в 1715 году. В шведском городе Кристианстад на доме, где проживал Филипп Орлик, установлена мемориальная доска в его честь.

#### Эмиграция из Австро-Венгрии в XIX-начале XX века
Следующая волна украинских иммигрантов прибыла в Швецию во второй половине XIX-начале XX века. Это были в основном выходцы из Галиции, которая в то время принадлежала Австро-Венгерской империи. Большинство из них вернулись на свои родные земли, но некоторые ассимилировались в шведское общество

#### Эмиграция после II мировой войны
Новая иммигрантская волна появилась в Швеции в конце Второй мировой войны. Считается, что в первые послевоенные годы здесь проживало около 2,5 тысяч человек украинского происхождения. Позднее часть из них уехала в США, Канаду и других страны.
В 1947 году в Стокгольме была создана Украинская община Швеции. Первое общее собрание Украинской общины и первый съезд украинцев в Швеции состоялись 6 января 1948 года в г. Флюста вблизи Стокгольма. Здесь было принято решение о названии объединения, утвержден ее устав. Первым председателем Украинской общины был В.Федорчук (1948-1951 гг.). Позднее председателями общины избирались В. Бутько (1952 г.), К.Гарбар (1953-1978 гг.), Б.Залуга (1979-1992 гг., 1994-1998 гг.), П.Басараб-Хорват (1992-1994 гг.,1998-1999 гг.), И.Сушельницка (1999-2006 гг.), Л.Коваль (с апреля 2006 года).
Как на начальных этапах, так и в настоящее время главной задачей украинской общины является информационно — просветительская работа. С 1954 года в течение нескольких десятилетий объединением издавался информационный бюллетень «Скандинавські вісті», выходивший на украинском и шведском языках 1-3 раза в год. В издании размещались публикации шведской и европейской прессы по украинской тематике, статьи об украинской культуре и истории. Однако позднее издание прекращено в связи с нехваткой средств.
В Стокгольме в 1950-е годы открыт Украинский информационный центр под руководством Богдана Кентржинского. Благодаря информационным центрам деятельность украинцев в Швеции заметно активизировалась. Динамично работал Украинский академический клуб, объединявший украинских студентов.
В Швеции возникло также несколько представительств и организаций, созданных украинскими эмигрантскими кругами, в частности, представительство Союза освобождения Украины (возглавлял О.Назарук), Украинское информационное бюро (создано в 1916 году, возглавляли В.Степанкивский, Зализняк).

## Украинские организации в Швеции
На территория Королевства Швеция официально действуют множество украинских общественных организаций:
- Украинская община Швеции, и.о. председателя Ярослав Касприв
- Украинская женская организация в Швеции, председатель Зоряна Кикцьо
- Украинско-шведский культурный союз, председатель Екатерина Андерссон
- Украинская молодежь Швеции, председатель Андрей Качур
- Общественная организация «Шведские казаки», председатель Александр Эриксон
- Украинский Альянс Швеции, председатель Татьяна Рэп
- Украинский институт в Швеции, директор Наталья Пасечник
- Украинская община в г. Гётеборг, председатель Александр Тершак Густавссон
- ВАТРА —  Украинская Ассоциация в Швеции, председатель Ирина Присяжнюк